# 安东尼奥·莱唐
安东尼奥·莱唐（葡萄牙語：António Leitão，1960年7月22日—2012年3月18日），葡萄牙男子田径运动员，主攻长跑。他曾代表葡萄牙参加1984年夏季奥林匹克运动会田径比赛，获得男子5000米铜牌。